# Marcellus (hrabstwo Onondaga)
Marcellus – wieś w Stanach Zjednoczonych, w stanie Nowy Jork, w hrabstwie Onondaga.